# Lac de Pannecière
Het Lac de Pannecière of Lac Réservoir de Pannecière-Chaumard is een kunstmatig meer gelegen in het departement Nièvre, in de regio Bourgogne-Franche-Comté, in het westelijke deel van het natuurgebied Morvan. Het heeft een oppervlakte van 520 hectare en een capaciteit van 82,5 miljoen m³. Het ligt aan de samenvloeiing van de rivieren de Yonne en de Houssière.
Het meer en de dam van Pannecière werden gebouwd tussen 1937 en 1949 om de stad Parijs indirect, via haar zijrivier de Yonne, te beschermen tegen overstromingen veroorzaakt door de Seine, zoals die van 1910. Het is daarmee het oudste en kleinste van de grote meren van de Seine en het grootste en een van de meest recente van de grote meren van de Morvan.

## Geografie
Lac de Pannecière ligt in de hoge vallei van de Yonne, op een hoogte van 320m, in de Nièvre, op enkele kilometers van Château-Chinon (Ville). Het maakt deel uit van het natuurpark Morvan in Bourgondië. Het meer is waterdicht dankzij het graniet van de regio. Het staat ook bekend als het "Lac de Pannecière-Chaumard sur l'Yonne" en dankt zijn naam aan het gehucht Pannecière, onder de dam van het meer. Het omvat de gemeenten Chaumard, Corancy, Montigny-en-Morvan en Ouroux-en-Morvan.
Het meer strekt zich dus uit over de Yonne, die het van noord naar zuid doorkruist, over een lengte van 7,5 km. Naast de Yonne stromen de Houssière en een aantal andere stromen in het meer: de Chaz, de Coulard, de Ensein, de Mignage, de Oussière en de Touron. Het reservoir is een van de grands lacs de Seine, een groep meren die zijn aangelegd om overstromingen van de Seine en haar zijrivieren te beperken, en wordt beheerd door het Institution interdépartementale des barrages-réservoirs du bassin de la Seine. Het is ook een van de grote meren in de Morvan, net als het meer van Chaumeçon en het meer van Crescent, die indirect ook het debiet van de rivieren de Yonne en de Seine regelen.

## Hydrologie
Met een oppervlakte van 520 hectare en een maximale capaciteit van 82,5 miljoen m³ is het stuwmeer van Pannecière, het grootste meer in de Morvan. Het beheerst een stroomgebied van 220 km² stroomopwaarts van de dam.
Het niveau van het meer varieert met de seizoenen: van de winter tot de lente (over het algemeen vanaf 1 november) wordt water opgeslagen in het stuwmeer om overstromingen te voorkomen, bekend als "overstromingsbeheer"; in de zomer en de herfst, om het risico van droogte te compenseren en zo de drinkwatervoorziening veilig te stellen, wordt water uit het meer teruggevoerd naar de Yonne, bekend als "laagwaterondersteuning".
Het waterpeil in het meer kan dan tot 25 meter stijgen. Aan het einde van de herfst blijft er in het meer alleen een "reservegedeelte" over, voor het geval het water in de winter langdurig laag staat, en een "dood gedeelte", een waterniveau dat essentieel is voor het overleven van de vissen in het meer.
Het meer voedt ook het Nivernaiskanaal, dat de Loire met de Seine verbindt.

## Klimaat
Het klimaat in de Morvan wordt gekenmerkt door relatief veel neerslag, voornamelijk door de hoogte. De winters zijn lang en kouder dan op de vlakten, terwijl de zomers mild zijn. In Château-Chinon, de stad die het dichtst bij het meer ligt, is de gemiddelde jaartemperatuur 3°C lager en de neerslag 60% hoger dan in Nevers, de prefectuur van het departement.
De stuwdam van Pannecière is van het meerbaans type, met 12 steunberen. Hij is 49 meter hoog en 352 meter lang. Net stroomafwaarts van het meer creëert een andere stuwdam een compensatiebekken met een capaciteit van 370.000 m³ om de afvoer naar de Yonne te regelen. Dit tweede bouwwerk is 220 meter lang en bestaat uit 33 dunne bogen.

## Geschiedenis
Tot de bouw van de stuwdam, op initiatief van de staat en het departement Seine, werd besloten na grote overstromingen van de Seine, met name in 1910. Het stuwmeer werd bij decreet van 8 september 1929 van algemeen belang verklaard. Ongeveer een jaar lang werden er onderhoudswerkzaamheden uitgevoerd aan de stuwdam.
De werkzaamheden begonnen op 29 september 1937 en werden op 2 september 1939 onderbroken. De werkzaamheden werden hervat in mei 1946 en voltooid in december 1949. Tijdens piekperioden werkten er tot 550 arbeiders op de bouwplaats.
Twee gehuchten werden opgeslokt toen het stuwmeer werd ingedamd: "Pélus" (volledig) en "Blaisy" (gedeeltelijk). Tijdens de jaarlijkse gedeeltelijke lediging (of de tienjaarlijkse volledige lediging), komen stapels stenen boven het wateroppervlak uit, de rivieren de Yonne en de Houssière die terugkeren naar hun bedding en de oude stenen bruggen die ze overspannen, de paden die vroeger de gehuchten doorkruisten enz.
Voor de bouw van de centrale moesten ook 16 km wegen, zes bruggen en een arbeiderswijk op de site van Pannecière worden gebouwd, omdat de centrale een groot aantal arbeiders naar een regio bracht die op dat moment een tekort aan woningen had.
In 1950 werd een hydro-elektrische centrale gebouwd die werd beheerd door de EDF. Deze centrale gebruikt de waterval die door de stuwdam wordt gecreëerd om elektriciteit te produceren.

## Fauna en flora
Het meer van Pannecière wordt omringd door een bos dat voornamelijk uit loofbomen bestaat.
Net stroomopwaarts van het meer ligt de Houssière of Oussière vallei. Het is geclassificeerd door het Natura 2000-netwerk als de "Forêts de ravin de la vallée de l'Oussière en Morvan", voor zijn bossen van els, es en wilg, waar beschermde soorten zoals de bosbalsemien (Impatiens noli-tangere) te vinden zijn, evenals voor zijn bergesdoornbos bestaande uit esdoorn (Acer pseudoplatanus), bergiep (Ulmus glabra) en lindebomen. Er groeien ook rondbladige drosera's (Drosera rotundifolia), die ook beschermd zijn.
Het Lac de Pannecière wordt beschouwd als het rijkste meer van de Morvan. De meest voorkomende vissen zijn karpers (Cyprinus carpio), waarvan de zogenaamde "gewone" vorm en de zogenaamde "spiegelkarper" vorm in de meerderheid zijn en gemiddeld 9 kg wegen. Er komen hier ook zalmachtigen, roofvissen en witvis voor. Er wordt gevist van april tot oktober op de rechteroever van het meer, in de sectoren Blaisy, Huard en Mignage over een afstand van meer dan vier kilometer. Deze gebieden worden vooral 's nachts gebruikt, maar ook steeds vaker overdag. Het bestand bestaat uit grote vissen, met een recordkarper van 26 kg in 2003. Door de dam zouden echter bepaalde overstromingen die essentieel zijn voor de voortplanting van snoek, teniet worden gedaan. Aan de andere kant zou het ook de vrije beweging van forel verhinderen en dus ook hun voortplanting stroomafwaarts van de dam tijdens de winter.

## Toerisme

### Infrastructuur
Het meer is bereikbaar via de departementale weg 944, die de stad Château-Chinon (Ville) verbindt met Avallon, in het departement Yonne. De dichtstbijzijnde luchthaven is Nevers-Fourchambault. 
Naast vissen zijn er volop mogelijkheden om te wandelen en paard te rijden. Er kan ook gefietst worden op mountainbikes of met een paardenkoets rond het meer getoerd worden. Zeilen en varen zijn ook toegestaan, hoewel motorboten niet meer dan 6 pk mogen varen. Er zijn geen stranden aan de oevers van het meer, maar zwemmen is toegestaan op de weinige wilde stranden.
Er zijn vier hotels, drie campings, een vakantiedorp en zeven gîtes of bed & breakfasts in de vier gemeenten aan het meer.

### In de omgeving
De "grote meren" en de GR de Pays Tour du Morvan in het Regionaal Natuurpark Morvan.
Het meer maakt deel uit van het Regionale Natuurpark Morvan en ligt op de route van de langeafstandswandelroute Tour du Morvan, net als de andere "grote meren" in de omgeving: Lac de Chamboux, Lac de Chaumeçon, Lac du Crescent, Lac de Saint-Agnan en Lac des Settons, die in grootte variëren van 75 tot 367 hectare.